# Matías Rosa
Víctor Matías Rosa Castro (Tacuarembó, Uruguay; 10 de enero de 1982) es un exfutbolista y entrenador uruguayo de fútbol. Es el actual entrenador de Frontera Rivera de la Segunda División Profesional de Uruguay.

## Trayectoria

### Como futbolista
Hizo su debut absoluto con Tacuarembó en 2000. En 2004 se trasladó a Liverpool de Montevideo, donde jugó durante tres temporadas con el equipo. 
Después de pasar la temporada 2007 en Durazno, regresó a Tacuarembó. Posteriormente, se mudó al extranjero, jugando con Sacachispas de Argentina y Deportivo Malacateco de Guatemala; se retiró con este último en 2011, a los 29 años.

### Como entrenador
Después de trabajar con los equipos juveniles de Miramar Misiones y Montevideo Wanderers, fue asistente de Gustavo Ferrín en Cerro en 2016. En agosto de ese mismo año reemplazó a Elio Rodríguez al frente de Canadian.
En 2017 luego de un corto período al frente de Huracán Buceo, se unió a Plaza Colonia como entrenador del equipo juvenil. El 28 de marzo de 2019 después de la destitución de Mario Szlafmyc, fue nombrado entrenador interino del primer equipo y confirmado en el cargo el 2 de abril. Es recordado por haber colocado de centrodelantero a Cecilio Waterman quien en el 2019 anotaría 16 goles. 
El 30 de enero de 2021 dejó Plaza Colonia de manera mutua y regresó a Tacuarembó el 25 de febrero como entrenador, pero abandono el club el 14 de diciembre por no lograr el ascenso a la Primera División Amateur de Uruguay.
El 15 de diciembre de 2021 se trasladó a Ecuador después de ser nombrado como entrenador de Guayaquil Sport, que posteriormente cambió su nombre a Búhos ULVR. El 5 de diciembre del año siguiente cambió de equipo y país, al ser designado encargado de la Academia Deportiva Cantolao en Perú.

## Clubes

### Como futbolista
| Año       | País      | Club                    |
| --------- | --------- | ----------------------- |
| 2000–2003 | Uruguay   | Tacuarembó              |
| 2004–2006 | Uruguay   | Liverpool de Montevideo |
| 2007      | Uruguay   | Durazno                 |
| 2008      | Uruguay   | Tacuarembó              |
| 2008–2009 | Argentina | Sacachispas             |
| 2010–2011 | Guatemala | Deportivo Malacateco    |

### Como entrenador
| Año       | País    | Club                           |
| --------- | ------- | ------------------------------ |
| 2013-2014 | Uruguay | Miramar Misiones (juvenil)     |
| 2015      | Uruguay | Montevideo Wanderers (juvenil) |
| 2016      | Uruguay | Cerro (asistente)              |
| 2016      | Uruguay | Canadian                       |
| 2017      | Uruguay | Huracán Buceo                  |
| 2017-2019 | Uruguay | Plaza Colonia (juvenil)        |
| 2019-2021 | Uruguay | Plaza Colonia                  |
| 2021      | Uruguay | Tacuarembó                     |
| 2022      | Ecuador | Búhos ULVR                     |
| 2023      | Perú    | Cantolao                       |
| 2023      | Uruguay | Tacuarembó                     |
| 2024      | Uruguay | Albion                         |
| 2025      | Uruguay | Frontera Rivera                |